# 조니 젠틀
존 에스큐(영어: John Askew, 1936년 12월 8일 ~ 현재), 또는 조니 젠틀(영어: Johnny Gentle)은 1960년 실버 비틀즈(이후 비틀즈로 이름 변경)와 함께 스코틀랜드에서 순회 공연을 한 것으로 유명한 영국의 팝 가수이다.

## 생애와 커리어
존 애스큐는 리버풀에서 태어나고 자랐다. 학교를 떠난 후 존은 목수의 견습생으로 일하게 되었고, 하는 방법을 알기 위해 빌린 지침서로 자신의 기타를 만들었다. 이후 바비 크로포드와 팀을 이루었고, 둘은 애스큐가 호화 원양 정기선에 취직하기 전까지 에벌리 브라더스의 노래를 부르면서 지역 클럽에서 공연을 시작하였다. 애스큐는 자신이 돌아오고 난 후 솔로 가수로 대회에 출전하였고, 예명을 조지 베이커로 사용하였다가 리키 데이먼으로 바꾸었다. 후에는 런던으로 건너가 건물 부지에서 일하다가 스트레텀의 로카르노 무도회장에서 열린 대회에서 우승을 차지하게 된다. 1959년에는 필립스 레코드와의 음반 계약을 따낸 래리 판즈 감독으로부터 오디션을 받았고, 래리는 애스큐에게 조니 젠틀이라는 예명을 붙여주었다.
젠틀은 1959년 필립스에서 "Wendy"와 "Milk From The Coconut"을 발매하였지만 차트에 들지 못하였으며, "I Like the Way", "Darlin' won't you Wait", "Milk form the Coconut", "This Friendly World"과 수록된 익스텐디드 플레이인 《The Gentle Touch》도 차트에 진입하지 못하였다. 1960년 5월 초 판즈는 리버풀 스타디움에서 앨런 윌리엄스와 함께 진 빈센트를 필두로 지역 그룹인 카스 앤 더 카사노바스, 로리 스톰 앤 더 허리케인스, 게리 앤 더 페이스메이커스 등이 서는 쇼와 공동 프로모션을 하였다. 판즈는 빌리 퓨리가 소속된 아티스트들을 위해 백 보컬로 서 줄 그룹으로 리버풀 그룹을 활용하는 것이 좋을 것이라고 생각하였고, 1960년 5월 19일 오디션을 열게 되었다. 이때 조니 젠틀이 짧은 기간 동안 돌 스코틀랜드 투어의 백 보컬은 실버 비틀즈로 정해졌다.

1960년 5월 20일에서 28일 사이에서 열린 이 투어에서는 앨로아, 인버네스, 프레이저버러, 키스, 포레스, 네언, 피터헤드 등에서의 공연이 포함되어 있었다. 당시 실버 비틀즈는 존 레논, 폴 매카트니, 조지 해리슨, 스튜어트 섯클리프, 그리고 드러머 토미 무어로 구성되어 있었다. 비록 실버 비틀즈가 "조니 젠틀과 그의 그룹"이라는 이름으로 사용되어 구체적으로 인정받지는 못했지만, 비공식적으로 매카트니는 폴 라몬이라는 가명을 사용했고, 해리슨은 자신을 칼 해리슨이라고 불렀으며, 레논은 롱 존, 섯클리프는 스튜어트 드 스탈이라고 말하였다. 당시 세트리스트는 "It Doesn't Matter Anymore", "Raining in My Heart", "I Need Your Love Tonight", "Poor Little Fool", "(I Don't Know Why) But I Do", "C'mon Everybody" (진 빈센트와 함께 투어를 하던 도중 사망한 에디 코크런에게 바치는 헌정곡) 등이었다. 젠틀은 후에 이렇게 말했다.
우리는 첫 공연을 30분 앞두고 행사장에서 만났는데 처음부터 모든 것이 좋게 들렸다. 매일 밤 우리가 만든 소리는 점점 더 좋아졌고, 투어가 끝날 때쯤 나는 이 그룹이 함께 일했던 그 어떤 다른 그룹보다도 훌륭하다는 것을 알게 되었다.
젠틀은 투어 중 레논의 도움을 받아 "I've Just Falled For Somebody"라는 곡을 만들었다. 이 곡은 후에 애덤 페이스의 두 번째 음반에 수록된다. 젠틀 역시 판스에게 영입을 제안했지만, 당시 판스는 솔로 가수 관리에만 관심이 있었다. 리버풀로 돌아온 후, 젠틀은 공연 중 한 곳에서 실버 비틀즈와 무대에서 노래를 불렀으나, 그가 후에 함께 공연할 밴드가 필요했을 때, 실버 비틀즈는 함부르크로 여행을 갔기 때문에 같이 할 수 없었다.
조니 젠틀은 필립스 레이블에서 "Darlin' Won't You Wait", "After My Laugh Come Tears" (1960년), "Darlin" (1961년)까지 3개의 싱글을 발매하였고, 대런 영이라는 예명으로 TV와 라디오 쇼에도 여러 번 출연하며 1962년 팔로폰에서 "I've just Fallen For Somebody"를 발표했지만 이번에도 성공하지 못하였다. 1964년에는 비스카운츠라는 밴드에 들어갔다.
젠틀은 후에 저지섬으로 이사를 가서 소목장이로 일을 했다. 현재에는 켄트주에서 거주하고 있으며, 비틀즈 펜 컨벤션에 가끔 출연하기도 했다. 1998년에는 "Johnny Gentle & the Beatles: First Ever Tour"라는 책을 집필하기도 하였다.